# Доктор музики

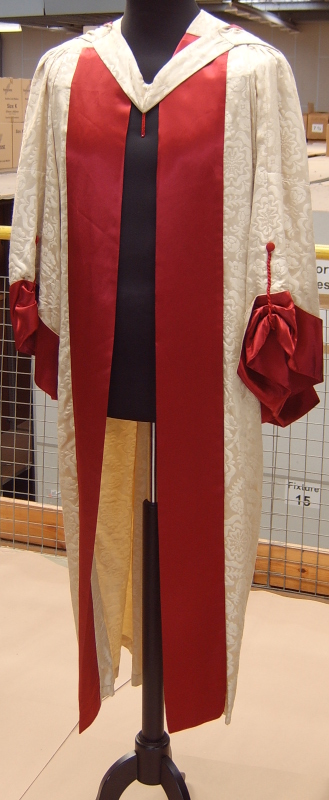
Парадна мантія доктора музики в Кембриджі

Доктор музики (англ. Doctor of Music) — науковий ступінь, що надається за високі досягнення в галузі музики, значне портфоліо композицій та/або наукових публікацій на музичну тему.

## Історія виникнення
Спочатку ступінь доктор музики (англ. Dr. mus) наприкінці XIX століття надавали  лише Кембридзький та Оксфордський університети, дещо пізніше й Дублінський університет. Через короткий період ступінь доктора музики за музичні заслуги стали присвоювати й німецькі університети. З початком ХХ століття цей ступінь надавали більшість університетів Великої Британії, Ірландії, країн Співдружності націй, багато університетів США.
Не слід плутати ступені доктора музики й доктора музичних мистецтв (англ. Doctor of Musical Arts), який є докторським ступенем у таких галузях, як виконавство (включаючи диригування) та музична композиція, а також доктора філософії (англ.Ph.D.) у галузі музики (історія музики, теорія музики та музикознавство).

## Присвоєння ступеня
Іспити на присвоєння ступеня зазвичай призначають наприкінці другого курсу навчання в певному університеті. Студенти складають у професора музики письмовий та усний іспити, які охоплюють історію й теорію музики у відповідній спеціалізованій галузі (хорове мистецтво, теорія основного інструмента тощо).
Ступінь доктора музики також присуджують як Honoris causa видатним музикантам й композиторам.

### Нагороджені музиканти та композитори

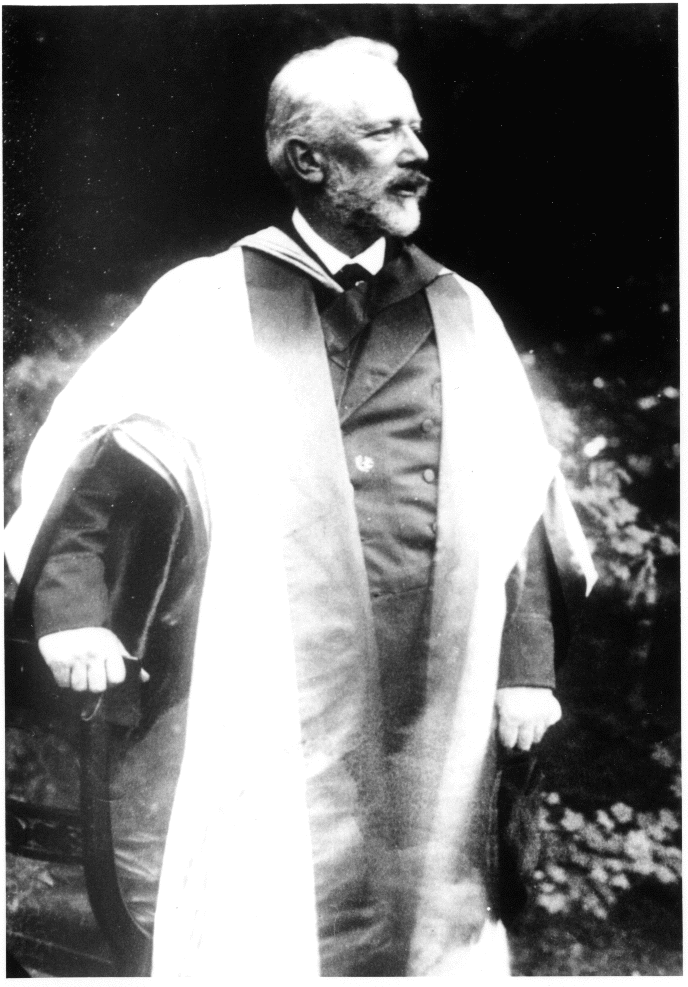
Чайковський в Кембриджі(1893)

- Йозеф Гайдн — австрійський композитор.
- Ріхард Штраус — німецький композитор.
- Петро Чайковський — російський композитор, диригент і педагог українського походження.
- Ференц Ліст — угорський композитор, піаніст, педагог, диригент, публіцист.
- Йоганнес Брамс — німецький композитор, піаніст, диригент.
- Фелікс Мендельсон — німецький композитор-романтик, диригент.
- Саймон Реттл — англійський диригент.
- Джоан Баез — американська співачка.
- Метью Белламі — вокаліст, гітарист, клавішник.
- Девід Бові — британський рок-музикант, співак, продюсер, композитор, художник, актор.
- Філ Коллінз — британський, ударник, музикант, актор.
- Брюс Дікінсон — британський рок-музикант, письменник.
- Селін Діон — канадська поп-діва.
- Боб Ділан — американський співак, композитор, поет, гітарист.
- Кенні Гаррет — американський джазовий музикант, саксофоніст, флейтист.
- Баррі Гібб — британський співак, композитор, продюсер.
- Робін Гібб — британський співак.
- Девід Гілмор — англійський музикант.
- Мілт Хінтон — американський декан джазових басів.
- Біллі Джоел — американський композитор, піаніст.
- Елтон Джон — британський рок-музикант.
- Бен Кінг — американський співак.
- Марк Нопфлер — шотландський музикант, гітарист, композитор, продюсер.
- Енні Леннокс — шотландська співачка.
- Джон Лорд — англійський композитор, клавішник.
- Пол Маккартні — британський співак, композитор.
- Джоні Мітчелл — канадська вокалістка, гітаристка, композитор.
- Ван Моррісон — ірландський співак.
- Джиммі Пейдж — британський гітарист, композитор.
- Пол Саймон — американський вокаліст, гітарист.
- Джо Волш — американський музикант, гітарист, композитор, продюсер.
- Браян Вілсон — американський рок-музикант, композитор і музичний продюсер.
- Ніл Янг — канадський музикант
- Алісія Маркова — британська артистка балету
- Беріл Грей — балерина XX століття